# Campeonato de Fútbol Playa de la CAF 2006
El Campeonato de Fútbol Playa de la CAF 2006 fue la primera edición del torneo de fútbol playa a nivel de selecciones nacionales más importante de África organizado por la CAF y que contó con la participación de 6 selecciones del continente.
Camerún venció a Nigeria en la final disputada en Durban, Sudáfrica para ganar el título por primera vez y clasificar a la Copa Mundial de Fútbol Playa FIFA 2006.

## Participantes
| - Camerún - Costa de Marfil | - Egipto - Marruecos | - Nigeria - Sudáfrica |

## Fase de grupos

### Grupo A
| Equipo    | Pts. | J | G | E | P | GF | GC | GD |
| --------- | ---- | - | - | - | - | -- | -- | -- |
| Egipto    | 5    | 2 | 1 | 1 | 0 | 7  | 6  | +1 |
| Nigeria   | 3    | 2 | 1 | 0 | 1 | 10 | 9  | +1 |
| Sudáfrica | 0    | 2 | 0 | 0 | 1 | 9  | 11 | -2 |

| Equipo 1  | Resultado      | Equipo 2  |
| --------- | -------------- | --------- |
| Sudáfrica | 3-4            | Egipto    |
| Egipto    | 3-3 (3-2 Pen.) | Nigeria   |
| Nigeria   | 7-6            | Sudáfrica |

### Grupo B
| Equipo          | Pts. | J | G | E | P | GF | GC | GD |
| --------------- | ---- | - | - | - | - | -- | -- | -- |
| Costa de Marfil | 4    | 2 | 0 | 2 | 0 | 12 | 10 | +2 |
| Camerún         | 3    | 2 | 1 | 0 | 1 | 8  | 7  | +1 |
| Marruecos       | 0    | 2 | 0 | 0 | 1 | 10 | 13 | -3 |

| Equipo 1        | Resultado      | Equipo 2        |
| --------------- | -------------- | --------------- |
| Marruecos       | 7-8 (t.e.)     | Costa de Marfil |
| Camerún         | 5-3            | Marruecos       |
| Costa de Marfil | 3-3 (1-0 Pen.) | Camerún         |

## Fase final

### Semifinales
| Equipo 1 | Resultado      | Equipo 2        |
| -------- | -------------- | --------------- |
| Nigeria  | 5-5 (2-1 Pen.) | Costa de Marfil |
| Camerún  | 4-3            | Egipto          |

### 5º y 6º Lugar
| Equipo 1  | Resultado | Equipo 2  |
| --------- | --------- | --------- |
| Sudáfrica | 5-4       | Marruecos |

### Tercer lugar
| Equipo 1 | Resultado | Equipo 2        |
| -------- | --------- | --------------- |
| Egipto   | 8-3       | Costa de Marfil |

### Final
| Equipo 1 | Resultado | Equipo 2 |
| -------- | --------- | -------- |
| Nigeria  | 3-5       | Camerún  |

## Campeón
| Campeonato de Fútbol Playa de la CAF 2006 |
| ----------------------------------------- |
| Bandera de Camerún                        |
| Camerún 1º Título                         |

## Posiciones finales
| Pos. | Equipo          |
| ---- | --------------- |
| 1    | Camerún         |
| 2    | Nigeria         |
| 3    | Egipto          |
| 4    | Costa de Marfil |
| 5    | Sudáfrica       |
| 6    | Marruecos       |